# Bittium varium
Bittium varium är en snäckart som först beskrevs av Ludwig Pfeiffer 1840.  Bittium varium ingår i släktet Bittium och familjen Cerithiidae. Inga underarter finns listade i Catalogue of Life.